# Thomas Edison
Thomas Alva Edison (11 tháng 2 năm 1847 – 18 tháng 10 năm 1931) là một nhà phát minh và thương nhân đã phát triển rất nhiều thiết bị có ảnh hưởng lớn tới cuộc sống trong thế kỷ 20. Ông được một nhà báo đặt danh hiệu "Thầy phù thủy ở Menlo Park", ông là một trong những nhà phát minh đầu tiên ứng dụng các nguyên tắc sản xuất hàng loạt vào quy trình sáng tạo, và vì thế có thể coi là đã sáng tạo ra phòng nghiên cứu công nghiệp đầu tiên. Một số phát minh được gán cho ông, tuy ông không hoàn toàn là người đầu tiên có ý tưởng đó, nhưng sau khi bằng sáng chế đầu tiên được thay đổi nó trở thành của ông (nổi tiếng nhất là bóng đèn, trên thực tế là công việc của rất nhiều người bên trong công ty của ông). Edison được coi là một trong những nhà phát minh, nhà khoa học vĩ đại và giàu ý tưởng nhất trong lịch sử, ông giữ 1.093 bằng sáng chế tại Hoa Kỳ dưới tên ông, cũng như các bằng sáng chế ở Anh Quốc, Pháp, và Đức (tổng cộng 1.500 bằng phát minh trên toàn thế giới).

## Gia đình
Tổ tiên Edison (Gia đình Edison ở Hà Lan) đã nhập cư tới New Jersey năm 1730. John Edison vẫn trung thành với Anh Quốc khi các thuộc địa tuyên bố độc lập (xem Những người trung thành với Đế chế thống nhất), dẫn tới việc ông bị bắt giữ. Sau khi suýt bị treo cổ, ông và gia đình bỏ đi tới Nova Scotia, Canada, định cư trên vùng đất mà chính phủ thuộc địa dành cho những người trung thành với nước Anh.

### Các đời trong dòng họ Edison[1]:
1. John Addison (1634 - 1694), quê ở Hà Lan; không rõ tên vợ
2. John Edison (1669 - ?), vợ là Margaret (1665 - 1725)
3. John Edison (1727 - 1814) gốc Hà Lan, vợ là Sarah Lynn Edison (1744 - 1811)
4. Samuel Odgen Edison, Sr. (1767 - 1865)
5. Samuel Ogden Edison II (1804 - 1896), vợ là Nancy Edison

## Ra đời và những năm thơ ấu

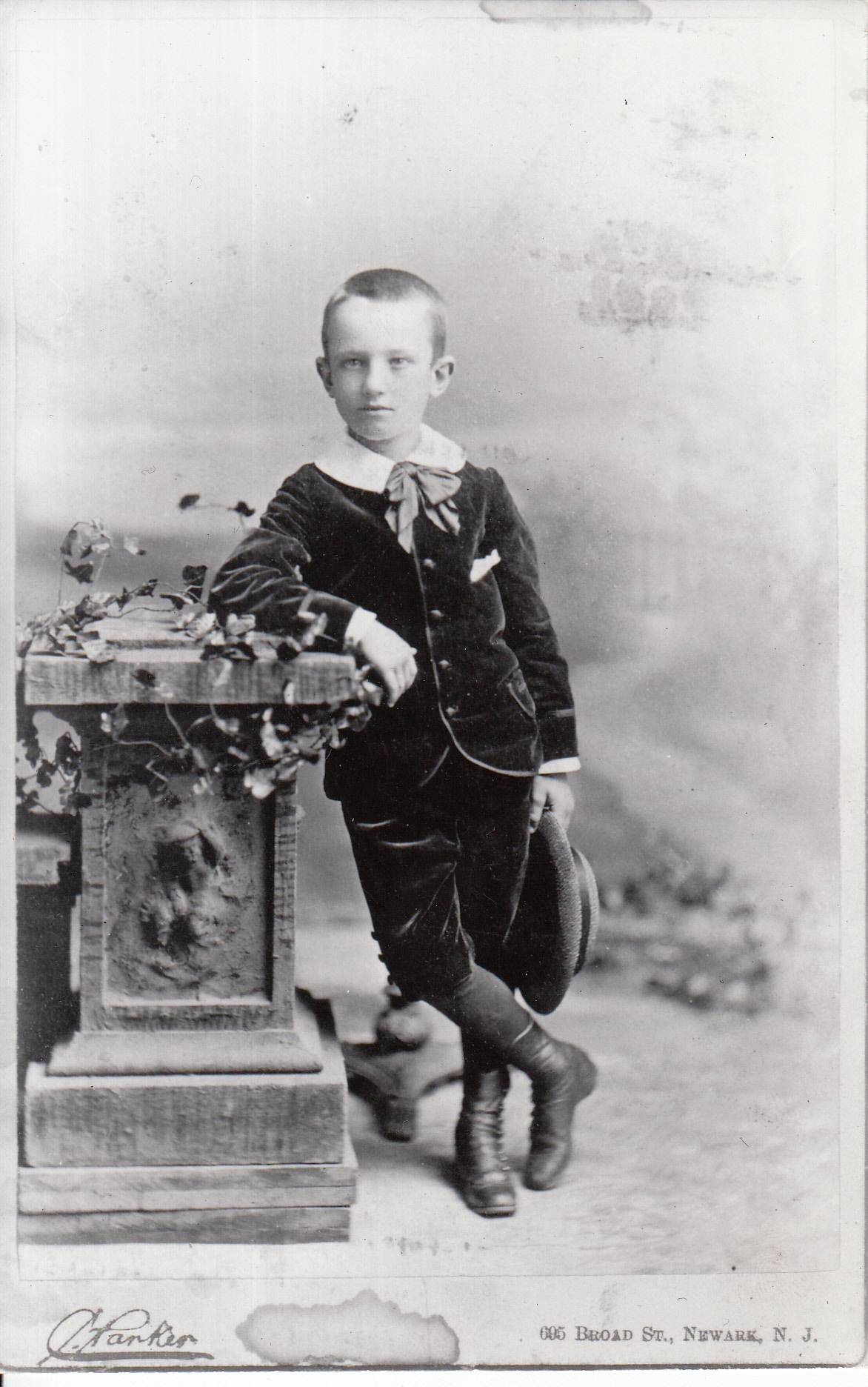
Thomas Edison khi còn nhỏ.

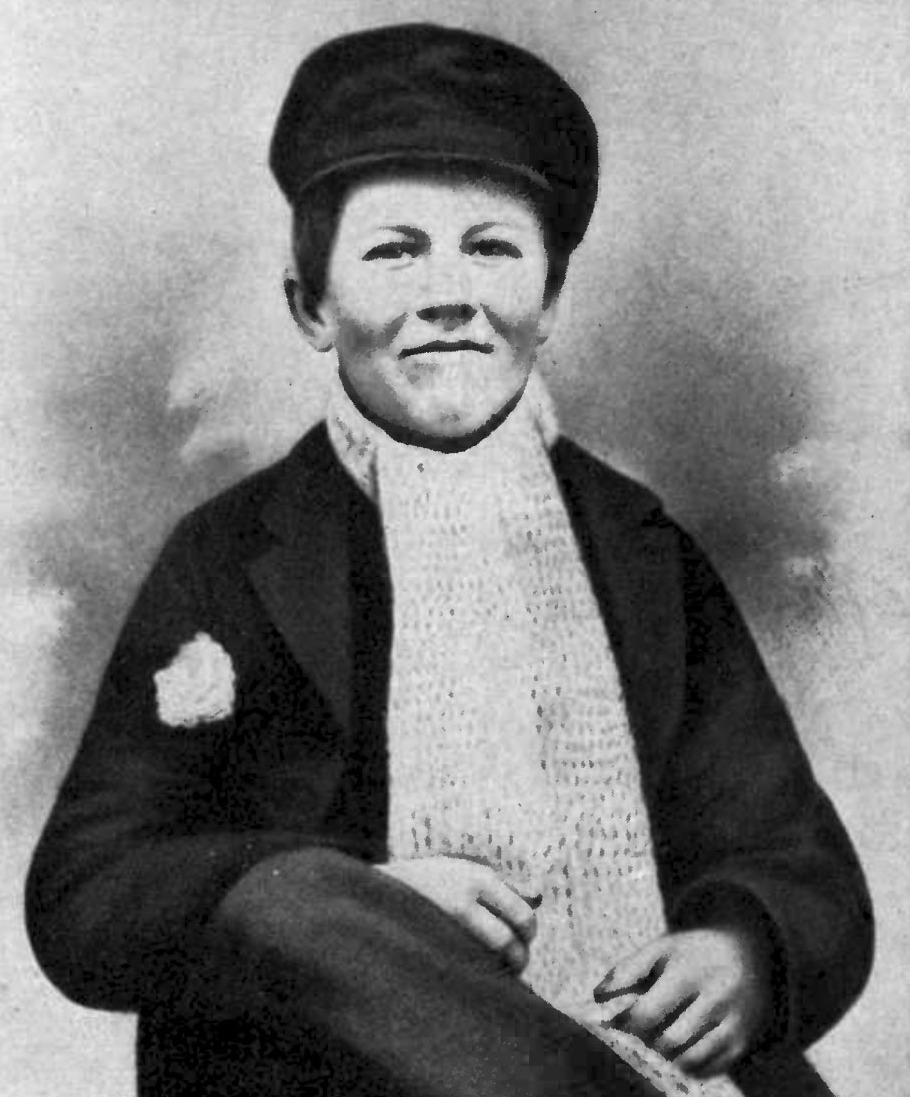

Thomas Edison sinh tại Milan, Ohio, con của Samuel Ogden Edison, Jr (1804 - 1896) và Nancy Matthews Elliott (1810–1871). Thomas là đứa con thứ bảy trong gia đình. Thuở nhỏ, Edison nổi tiếng là một cậu bé hiếu kì. Edison đi học muộn vì ông vốn ốm yếu. Đầu óc ông luôn lơ mơ và giáo viên của ông là Reverend Engle gọi ông là "rối trí". Trong khi bạn bè đồng lứa còn ham chơi thì Edison đã không những luôn băn khoăn tìm hiểu mọi vật quanh mình mà còn muốn hiểu thấu đáo các vật đó. Vì những trò nghịch ngợm của mình mà Edison đã bị đuổi học ngay khi đi học được ba tháng. 
Mẹ ông từng là một giáo viên ở Canada và bà rất vui mừng đảm nhận việc dạy con. Bà khuyến khích và dạy ông đọc và làm thực nghiệm. Sau này ông nhớ lại, "Mẹ tôi đã tạo ra tôi. Bà rất tin tưởng và chắc chắn về tôi; và tôi cảm thấy rằng tôi có một điều gì đó để sống, một ai đó để tôi không thể làm cho thất vọng."
Cuộc sống của Edison ở Port Huron vừa cay đắng vừa ngọt ngào. Ông bán kẹo và bán báo trên các chuyến tàu hỏa từ Port Huron đến Detroit. Hơi điếc từ thời thanh niên, ông đã trở thành một điện tín viên sau khi ông cứu Jimmie Mackenzie khỏi lao vào tàu hoả. Cha của Jimmie là nhân viên nhà ga J.U. Mackenzie ở Mount Clemens, Michigan, rất vui mừng bảo trợ cho Edison và dạy ông trở thành điện tín viên. Chứng nặng tai giúp Edison tránh khỏi mọi tiếng ồn ào và cũng không phải nghe nhân viên điện báo bên cạnh. Một trong những cố vấn của ông những năm đầu tiên này là một điện tín viên già và là một nhà phát minh tên là Franklin Leonard Pope, ông đã cho phép chàng trai trẻ sống và làm việc trong tầng hầm ở nhà ông tại nhà Elizabeth, New Jersey.
Một số trong những phát minh đầu tiên của ông liên quan tới điện tín gồm cả máy đếm phiếu. Edison đã xin cấp bằng phát minh đầu tiên, máy đếm phiếu điện tử, ngày 28 tháng 10 năm 1868.

## Các cuộc hôn nhân và cuộc sống sau đó
Năm 1871, ở tuổi 24, Edison trở thành chủ một xí nghiệp được nhiều người biết đến. Cuộc sống dần ổn định và nhu cầu có một mái ấm gia đình chợt đến trong đầu. Ông chú ý đến cô thư ký 16 tuổi Mary Stilwell (1855–1884) dịu dàng, thanh mảnh làm việc trong công ty, một hôm, ông đến gặp nàng và nói: "Thưa cô, tôi không muốn phí thì giờ nói những câu vô ích. Tôi xin hỏi cô một câu rất ngắn gọn và rõ ràng: Cô có muốn làm vợ tôi không?". Cô gái sửng sốt, không tin ở tai mình - "Ý cô thế nào? Cô nhận lời tôi nhé? Tôi xin cô hãy suy nghĩ trong năm phút" - Edison nhắc lại lời cầu hôn cấp tốc của mình. "Năm phút cơ à? thế thì lâu quá! Vâng em nhận lời" - đỏ mặt lý nhí, Mary đáp.
Ngày 25 tháng 12 năm 1871, ông cưới Mary Stilwell, và họ có ba người con: 
- Marion Estelle Edison (1873–1965), nicknamed "Dot"
- Thomas Alva Edison Jr. (1876–1935), nicknamed "Dash"
- William Leslie Edison (1878-1937) Nhà sáng chế, tốt nghiệp trường Sheffield Scientific School ở Yale, 1900.

Mary Edison qua đời ở tuổi 29 vào ngày 9 tháng 8 năm 1884, với những nguyên nhân không rõ: có thể là từ khối u não  hoặc dùng quá liều morphine.
Ngày 24 tháng 2 năm 1886, ở tuổi ba chín, ông lấy Mina Miller (1865–1947) - một cô gái mười chín tuổi. Họ có thêm ba người con nữa: 
- Madeleine Edison (1888–1979), đã kết hôn với John Eyre Sloane.
- Charles Edison (1890–1969), người tiếp quản công ty sau khi cha qua đời, và sau này trở thành Bộ trưởng Hải quân, được bầu làm Thống đốc bang New Jersey (1941–1944)[4]
- Theodore Edison (1898-1992), (MIT Physics 1923), ghi nhận với hơn 80 bằng sáng chế.

Thomas Edison mất ở New Jersey ở tuổi 84. 
Sáng Chủ Nhật ngày 18 tháng 10 năm 1931, Thomas Edison qua đời chỉ 3 ngày trước lễ kỉ niệm sinh nhật lần thứ 52 của chiếc bóng đèn điện đầu tiên. Những từ cuối cùng của ông nói với vợ là: "Ở ngoài kia đẹp quá".
Hoa Kỳ tưởng nhớ ông bằng cách tắt toàn bộ đèn điện trên toàn lãnh thổ Hoa Kỳ trong một phút để tưởng nhớ người vĩ nhân, "người bạn của nhân loại" đã mang đến cho con người một thứ ánh sáng quý giá, một "mặt trời thứ hai".

## Nhà phát minh

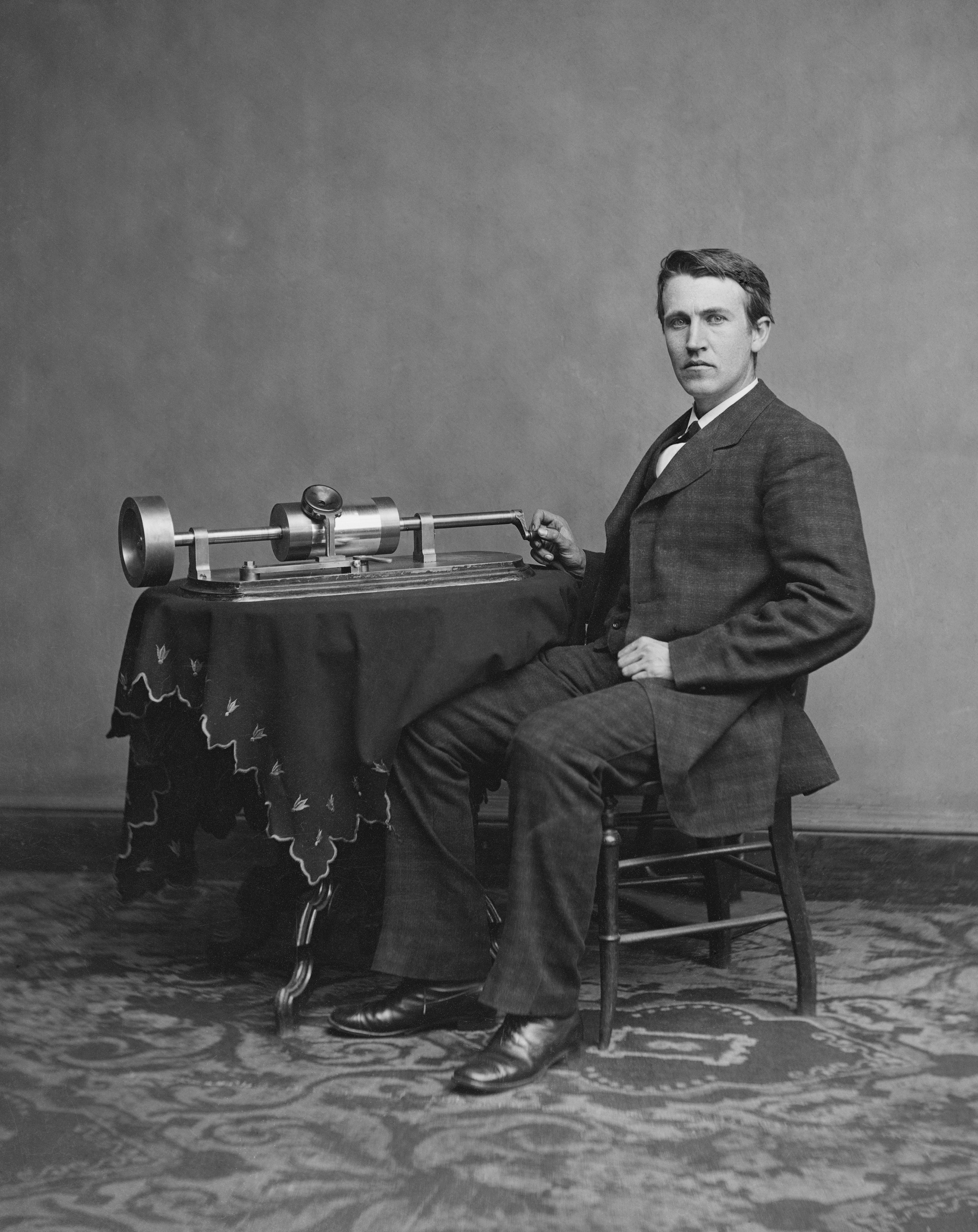
Thomas Edison cùng chiếc máy hát quay đĩa

Không học ở trường, Edison tự học ở sách theo cách riêng của mình. Dần dần, với sự suy nghĩ, tìm tòi, thực hiện không chú trọng lý thuyết suông, từng bước Edison đã chinh phục những gì mà người thời bấy giờ cho là không tưởng. Phát minh đầu tiên của ông là một chiếc máy điện báo kép có khả năng cùng một lúc phát đi hai tin. Ít lâu sau, ông cải tiến thành máy tải ba, tải tư rồi đa tải. Tải tư được bán cho Western Union với giá 10.000 USD.
Một thời gian sau, chán nản với công việc của một điện báo viên, Edison đến New York, trung tâm tài chính bậc nhất lúc bấy giờ, với hy vọng sẽ kiếm thêm chi phí cho các cuộc thí nghiệm của mình. Tại đây, ông đã hợp tác với vài người bạn thành lập một công ty nhỏ chuyên về điện và điện báo. Phát minh thứ hai của ông là cải tiến chiếc máy điện báo đa tải thành Hệ thống điện báo nhận các tin tức hối đoái ngân hàng. Chiếc máy đầu tiên đã đem về cho ông một số tiền lớn. Toàn bộ số tiến kiếm được lúc này, ông trút hết vào các thí nghiệm của mình về sau.
Phát minh đầu tiên mang lại nổi tiếng cho Edison là máy quay đĩa năm 1877. Công chúng không thể ngờ được về phát minh này và coi nó là điều ma thuật. Edison bắt đầu được gọi là "Thầy phù thủy ở Menlo Park, New Jersey", nơi ông sống. Chiếc máy quay đĩa đầu tiên của ông ghi lại âm thanh trên các trụ bọc thiếc cho chất lượng âm thanh thấp và nó phá hủy luôn đường rãnh ghi âm khi nghe lại nên chỉ có thể nghe được một lần. Trong thập kỷ 1880, một model được thiết kế lại sử dụng các trụ bìa giấy các tông tráng sáp ong được chế tạo bởi Alexander Graham Bell, Chichester Bell, và Charles Tainter. Đây là một lý do khiến Thomas Edison tiếp tục làm việc để tạo ra chiếc "Máy hát hoàn thiện" của riêng ông.
Ông cũng từng phát minh ra máy Kiểm phiếu điện tử và đã xin cấp bằng sáng chế, nhưng đã bị từ chối.

## Menlo Park

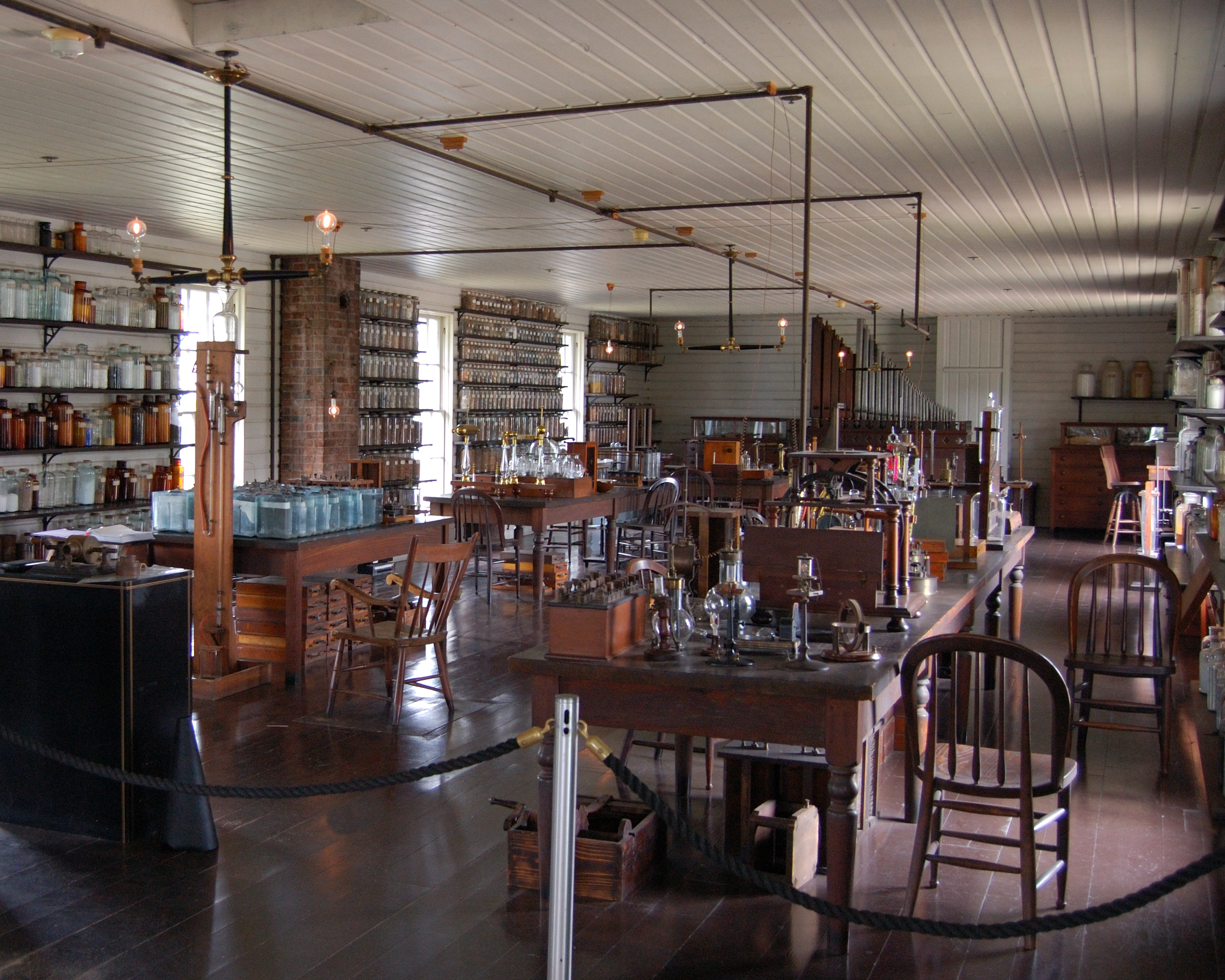
Phòng thí nghiệm Menlo Park của Edison, được tái tạo lại tại Làng Greenfield tại Bảo tàng Henry Ford ở Dearborn, Michigan. Lưu ý: các cơ quan đường ống chống lại các bức tường phía sau.

Sự cách tân lớn nhất của Edison chính là phòng thí nghiệm ở Menlo Park, nó được xây dựng ở New Jersey. Đây là viện nghiên cứu đầu tiên được thành lập với mục đích chuyên biệt nhằm tạo ra các cải tiến và cách tân liên tục trong công nghệ. Chính tại đây, đa số các phát minh được đưa vào thực tiễn của ông đã ra đời, mặc dù việc căn bản của ông là quản lý và điều hành công việc của các nhân viên.
Ông góp công trong việc thực nghiệm điện thoại, máy quay đĩa, tàu điện, máy phân tích quặng, đèn điện, và một số cải tiến phát minh khác. Tuy nhiên, ban đầu ông làm việc về đèn điện và chịu trách nhiệm thử nghiệm và ghi lại về thiết bị đó. Năm 1880 ông được chỉ định làm kỹ sư trưởng của Xưởng đèn Edison. Trong năm đầu tiên này, xưởng dưới sự quản lý của Francis Upton, đã sản xuất ra 50.000 bóng đèn. Theo Edison, Hammer là "một người tiên phong trong lĩnh vực đèn chiếu sáng".
Đa số các bằng sáng chế của Edison là những bằng sáng chế hữu ích, chỉ khoảng hơn mười chiếc là bằng sáng chế thiết kế. Nhiều phát minh của ông không hoàn toàn là ý tưởng ban đầu của ông, nhưng những cải tiến giúp nó có thể được sản xuất hàng loạt là của ông. Ví dụ, trái với điều mọi người vẫn nghĩ, Edison không phát minh ra bóng đèn điện. Nhiều thiết kế đã được phát triển bởi các nhà phát minh từ trước đó gồm cả bằng sáng chế mà ông mua lại từ Henry Woodward và Mathew Evans, Moses G. Farmer, Joseph Swan, James Bowman Lindsay, William Sawyer, Humphry Davy, và Heinrich Göbel. Năm 1878, Edison xin cấp phép cho thuật ngữ sợi dây tóc cho yếu tố dây phát sáng mang dòng điện, mặc dù nhà phát minh người Anh Joseph Swan đã sử dụng thuật ngữ đó từ trước. Edison đã lấy các đặc tính từ các thiết kế trước đó và trao nhiệm vụ cho các công nhân của ông tạo ra những bóng đèn có tuổi thọ cao hơn. Năm 1879, ông đã sản xuất ra một ý niệm mới: một chiếc đèn có sức chịu đựng cao trong một môi trường chân không lớn, nó sẽ cháy sáng hàng trăm giờ. Trong khi những nhà phát minh trước đó đã sản xuất ra đèn điện trong các điều kiện phòng thí nghiệm, Edison đã tập trung vào việc áp dụng thương mại hóa và đã có thể bán ý tưởng của mình tới các gia đình và các cửa hàng bằng cách sản xuất hàng loạt các bóng đèn có tuổi thọ cao và tạo ra một hệ thống phát và cung cấp điện.
Phòng thí nghiệm Menlo Park có thể được xây dựng nhờ tiền bán bộ máy thu phát cùng lúc bốn tín hiệu mà Edison sáng chế ra năm 1874. Chiếc máy điện báo thu phát bốn tín hiệu cùng lúc có thể gửi bốn tín hiệu điện báo cùng lúc trên cùng một dây dẫn. Khi Edison liên hệ bán máy cho Western Union, ông đã bị sốc khi Western Union đưa ra một cái giá không thể ngờ nổi; quyền sáng chế được bán với giá $10.000. Chiếc máy điện báo này là thành công tài chính lớn đầu tiên của ông.

## Lĩnh vực điện khí

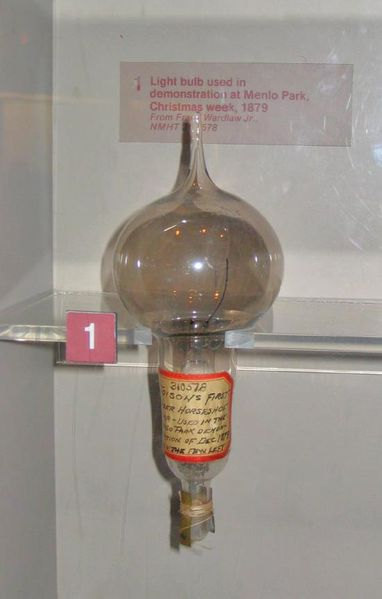
Mô hình bóng đèn thành công đầu tiên của Thomas Edison, được sử dụng trong cuộc biểu tình công cộng tại Menlo Park, tháng 12 năm 1879

Năm 1879 Edison thành lập ra Thomson-Houston đến năm 1890 ông thành lập công ty Edison General Electric. Hai năm sau
Edison General Electric và Thomson-Houston hợp nhất hình thành công ty Edison General Electric and Thomson-Houston, tiền thân của tập đoàn điện khí khổng lồ GE ngày nay. Về sau có tới hơn 10 công ty mang tên ông
Bắt đầu vận hành nhà máy điện đầu tiên

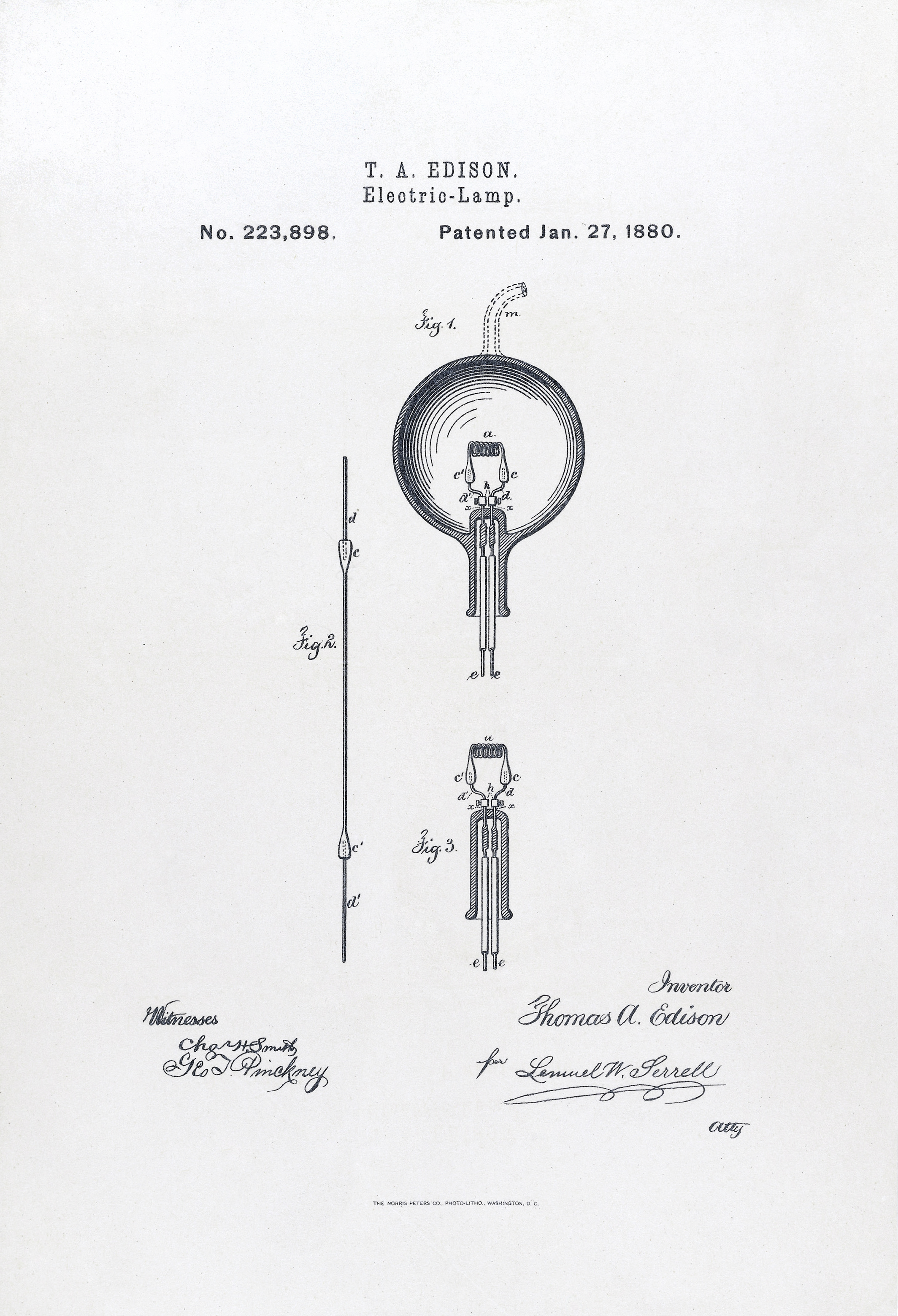
Bằng sáng chế Hoa Kỳ # 223898: Đèn điện. Phát hành ngày 27 tháng 1 năm 1880

Năm 1880 Edison đăng ký bằng sáng chế về phân phối điện, sự kiện đó đóng vai trò chính trong việc tích lũy để phát minh ra đèn điện. Tháng 12 năm 1880, Edison thành lập Công ty Chiếu sáng mang tên ông đặt tại số 257, đường Pearl thành phố New York và đến năm 1882 đã thành công khi đưa trạm phát điện đầu tiên đi vào hoạt động.
Trạm phát điện đầu tiên "Jumbo số 1" là một máy phát điện chạy bằng hơi nước trực tiếp nặng 27 tấn, riêng phần lõi (armature) nặng đến 6 tấn và được sử dụng để làm mát không khí. Trạm phát điện này có thể làm sáng 700 ngọn đèn gồm 16 nến. Trong vòng 14 tháng, nhà máy điện đầu tiên của Edison đã phục vụ cho 508 thuê bao và hỗ trợ 12.732 bóng đèn.
Thành công thực sự của Edison, giống như người bạn của ông Henry Ford, trong khả năng của mình để tối đa hóa lợi nhuận thông qua việc thành lập hệ thống sản xuất hàng loạt và các quyền sở hữu trí tuệ. George Westinghouse và Edison đã trở thành đối thủ vì Edison xúc tiến việc sử dụng dòng điện một chiều (DC) cho phân phối điện trong hệ thống luân phiên thay vì một hệ thống đơn giản hơn là dòng điện xoay chiều (AC) được phát minh bởi Nikola Tesla và xúc tiến bởi Westinghouse. Không giống như DC, dòng điện xoay chiều có thể được tăng cường điện áp rất cao bằng các máy biến áp, và sau đó truyền qua những đường dây điện mảnh hơn và rẻ hơn, và hạ điện áp tại điểm đến để phân phối cho người sử dụng.
Năm 1887, có 121 trạm phát điện Edison ở Hoa Kỳ cung cấp điện dòng điện một chiều cho khách hàng. Khi những hạn chế của dòng điện một chiều đã được thảo luận trước công chúng, Edison đã phát động một chiến dịch tuyên truyền để thuyết phục mọi người rằng dòng điện xoay chiều là quá nguy hiểm để sử dụng. Vấn đề với dòng điện một chiều là các nhà máy điện này chỉ cung cấp cho khách hàng trong vòng khoảng một dặm rưỡi (khoảng 2,4 km) từ các trạm phát điện, do đó nó chỉ thích hợp cho các trung tâm thương mại. Khi George Westinghouse đề nghị sử dụng điện áp cao dòng điện xoay chiều thay thế, vì nó có thể mang điện hàng trăm dặm và ít tổn hao do truyền tải khi so với điện một chiều, Edison đã tiến hành một "cuộc chiến tranh dòng điện" để ngăn chặn dòng điện xoay chiều được sử dụng rộng rãi.
Cuộc chiến chống lại dòng điện xoay chiều đã khiến ông tham gia vào việc phát triển và xúc tiến việc tử hình bằng ghế điện (sử dụng dòng AC) như một nỗ lực để miêu tả dòng điện xoay chiều có khả năng gây tử vong lớn hơn so với DC. Edison đã thực hiện một chiến dịch ngắn gọn nhưng mạnh mẽ để cấm việc sử dụng dòng điện xoay chiều hoặc hạn chế điện áp nhằm những mục đích an toàn. Trong một phần của chiến dịch này, nhân viên của Edison cho giật điện công khai một số động vật để chứng minh sự nguy hiểm của AC; dòng điện xoay chiều hơi nguy hiểm hơn ở những tần số gần 60 Hz vì có khả năng đáng kể gây nguy hiệm đến tính mạng hơn dòng điện một chiều. Một trong những thí nghiệm đáng chú ý của ông vào năm 1903, những công nhân của Edison cho giật điện con voi tên Topsy tại Luna Park, gần đảo Coney, sau khi nó giết vài người và chủ của nó muốn giết nó. Công ty của ông đã quay phim lại những cuộc tử hình bằng giật điện.
Cuối cùng thì Nikola Tesla đã chứng minh được tính hiệu quả của việc truyền tải và sử dụng dòng điện xoay chiều. Dòng điện xoay chiều sau đó thay thế hầu hết dòng điện một chiều trong các trạm phân phối điện, nhanh chóng mở rộng phạm vi và cải tiến hiệu quả của các trạm phân phối điện. Mặc dù dòng điện một chiều không còn được ưa chuộng sử dụng, nó vẫn tồn tại đến ngày nay trong những hệ thống dẫn truyền dòng điện một chiều điện áp cao (HVDC), cũng như các mạch điện tử, với các IC, BJT, hay các vi điều khiển,... vẫn cần được cấp nguồn một chiều . Dòng điện một chiều điện áp thấp vẫn còn tiếp tục được sử dụng cho những khu vực đông dân cư trong nhiều năm nhưng cuối cùng bị thay thế bởi hệ thống dòng điện xoay chiều điện áp thấp.

## Nhà cửa
Vào Thập niên 1880, Thomas Edison mua đất đai ở Fort Myers, Florida, và xây Seminole Lodge làm nơi nghỉ đông. Henry Ford, ông trùm ô tô, sau này đã sống ở nhà nghỉ đông của ông, The Mangoes phía đối diện. Edison thậm chí cũng đóng góp về kỹ thuật cho ngành ô tô. Họ là bạn bè tới tận khi Edison mất trong trạng thái bình yên, thọ 84 tuổi. Edison and Ford Winter Estates hiện đang mở cửa cho công chúng.

## Chuyện ngoài lề

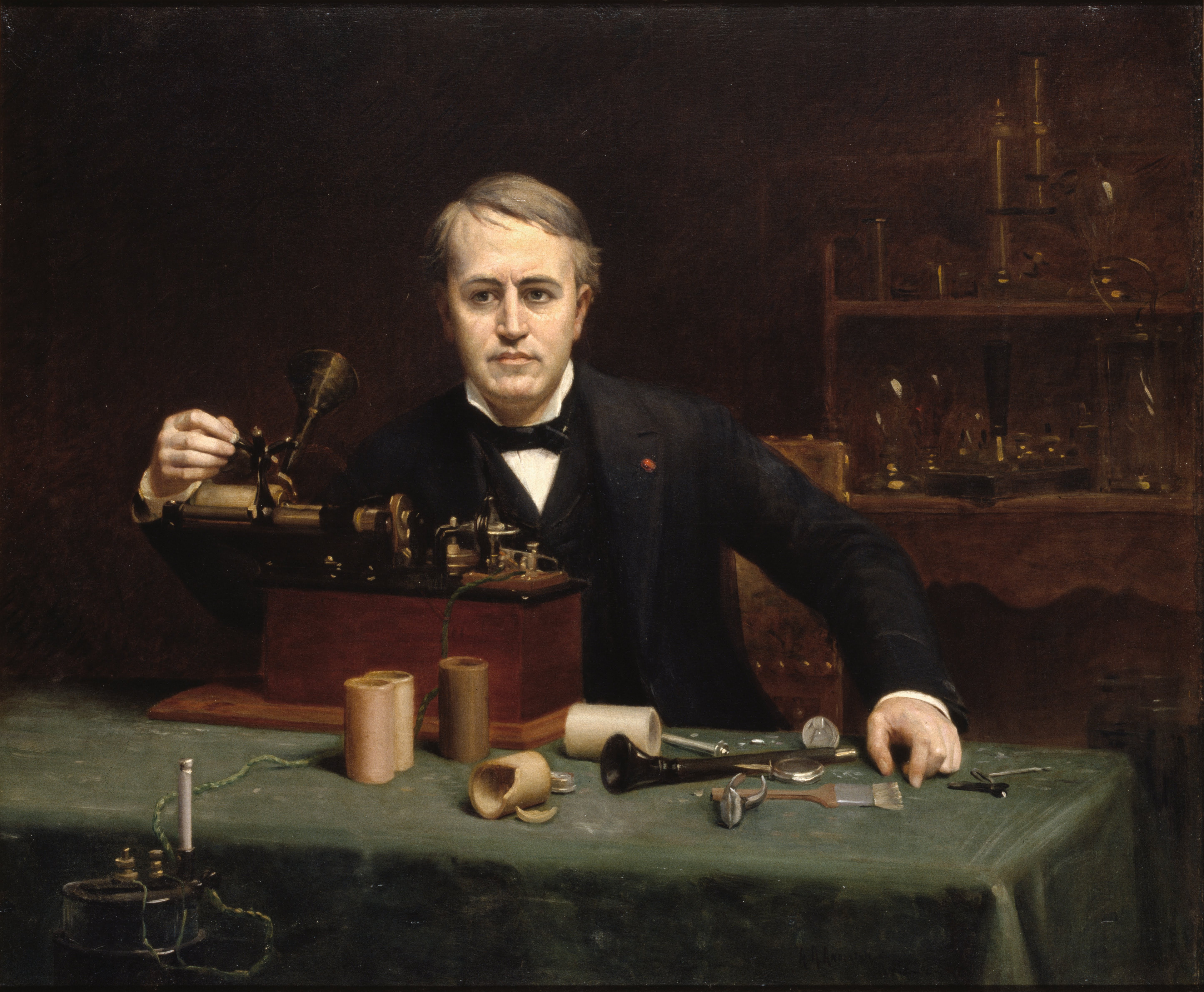
Chân dung Edison của Abraham Archibald Anderson (1890), Phòng trưng bày Chân dung Quốc gia

- Thomas Edison là một người có tư tưởng độc lập, và giống như một nhà thần luận, tuyên bố rằng ông không tin vào "Chúa và các nhà thần học", nhưng lại không nghi ngờ rằng "có một sự hiểu biết siêu nhiên". Tuy nhiên, ông phản đối ý kiến về siêu nhiên, cùng với những ý tưởng về linh hồn, sự bất tử, và hiện thân của Chúa. Ông nói, "Thiên nhiên không nhân từ và đáng yêu, mà hoàn toàn tàn nhẫn, xa lạ."[14]
- Ông đã mua một ngôi nhà gọi là "Glenmont" năm 1886 coi đó là món quà cưới cho Mina ở Llewellyn Park tại West Orange, New Jersey. Mộ của Thomas và Mina Edison hiện đang được chôn cất tại đó. Vùng đất rộng 13.5 acre (55.000 m²) được National Park Service giữ gìn làm Di tích lịch sử quốc gia Edison.
- Edison đã trở thành người sở hữu nơi sinh của ông Milan, Ohio năm 1906, và trong lần tới thăm cuối cùng năm 1923, ông đã sốc khi thấy ngôi nhà cũ của mình vẫn được chiếu sáng bằng đèn và nến.
- Năm 1878, ông được phong tước Hiệp sĩ Quân đoàn danh dự của Pháp, và năm 1889, ông được phong làm Chỉ huy Quân đoàn danh dự.
- Bị ảnh hưởng bởi một chế độ ăn giàu chất béo vào hồi nhỏ, trong những năm cuối đời "ông không ăn gì ngoài cứ ba giờ uống một lít sữa".[15] Ông tin rằng chế độ ăn như vậy sẽ giúp ông hồi phục sức khỏe.
- Trong cả cuộc đời ông rất nặng tai.
- Thomas Edison đã viết một bức thư nổi tiếng cho nhà chế tạo đàn piano là Steinway & Sons sau khi định giá một trong những chiếc đàn của họ:

| “ | :"Gửi Steinway & Sons — "Thưa các quý ông, "Tôi đã quyết định giữ chiếc đàn piano tuyệt vời của các vị. Vì một số lý do không thể hiểu được đối với tôi nó đã mang lại những kết quả tuyệt diệu so với những lần tôi từng thử trước đó. Xin hãy gửi hóa đơn cho tôi với giá rẻ nhất. "— Thomas Edison. "2 tháng 6 1890" | ” |

## Danh sách các cống hiến
Người ta thống kê được, Edison có tổng cộng đến 1.907 phát minh được cấp bằng sáng chế - một con số khổng lồ.
- Máy quay đĩa
- Máy chiếu phim
- Máy ghi âm
- Cung cấp hỗ trợ tài chính cho công việc của Guglielmo Marconi về truyền phát radio và có được nhiều bằng sáng chế.
- Tattoo gun (Dựa trên Bút điện, được sử dụng để tạo ra các bản copy rô nê ô)
- Bóng đèn

## Những cải tiến công việc của Edison
- Lewis Latimer được cấp bằng sáng chế một cách cải tiến cách sản xuất dây tóc đèn trong bóng (không có bằng chứng rằng thứ này từng được sử dụng ở một công ty của Edison).
- Nikola Tesla đã phát triển phân phối điện xoay chiều, có thể được dùng để truyền điện qua khoảng cách xa hơn điện một chiều của Edison nhờ vào máy biến thế. Việc phát hiện về khả năng tạo ra dòng điện xoay chiều bắt nguồn rằng dòng điện xoay chiều bắt nguồn từ thí nghiệm của Michael Faraday [16], và sau đó được Tesla phát triển qua nhiều bằng sáng chế về các máy phát điện nhiều pha[17]. Tesla là cựu nhân viên của Edison, và sau đó bỏ công ty của Edison để đi theo con đường phát triển hệ thống truyền tải điện xoay chiều - mà Edison không ủng hộ và ăn cắp các ý tưởng của "cựu nhân viên" này.
- Emile Berliner đã phát triển máy hát, về cơ bản nó là một máy quay đĩa cải tiến, với khác biệt căn bản là sử dụng bản ghi phẳng với các đường rãnh xoắn ốc.
- Edward Hibberd Johnson[18] có những bóng đèn được chế tạo đặc biệt, và được lắp đặt ở nhà ông ở Fifth Avenue tại thành phố New York trên Cây thông Noel đầu tiên được trang trí bằng điện vào 22 tháng 12 năm 1882.

## Tưởng nhớ
- Thị trấn Edison, New Jersey, và Thomas Edison State College, một trường trung học nổi tiếng quốc gia cho thanh niên ở Trenton, New Jersey, được đặt theo tên nhà phát minh. Có một Tháp tưởng niệm và Bảo tàng Thomas Alva Edison Memorial Tower ở thị trấn Edison.
- Huy chương Edison được thành lập ngày 11 tháng 2 năm 1904 bởi một nhóm bạn và người cộng tác với Edison. Bốn năm sau Viện kỹ sư điện Hoa Kỳ (AIEE), sau này là IEEE, đã đồng ý với nhóm trên để dùng huy hiệu làm phần thưởng cao quý nhất của họ. Huy hiệu đầu tiên được trao năm 1909 cho Elihu Thomson, và đáng ngạc nhiên là cả Tesla năm 1917. Huy hiệu Edison là phần thưởng xưa nhất trong lĩnh vực điện và kỹ thuật điện, và được trao hàng năm "cho một thành quả chuyên môn xứng đáng trong khoa học điện, kỹ thuật điện hay nghệ thuật điện."
- Tạp chí Life (Mỹ), trong một số đặc biệt, đã đưa Edison vào danh sách "100 người quan trọng nhất trong 1000 năm qua", ghi chú rằng bóng đèn của ông đã "chiếu sáng thế giới". Ông được xếp hạng ba mươi năm trên danh sách Những khuôn mặt có ảnh hưởng nhất trong thế kỷ của Michael H. Hart.
- Khách sạn của thành phố, ở Sunbury, Pennsylvania, là tòa nhà đầu tiên được chiếu sáng với hệ thống ba dây của Edison. Khách sạn này được đổi tên thành Khách sạn Edison, và hiện vẫn giữ tên đó.
- Bảo tàng Port Huron, ở Port Huron, Michigan, vẫn gìn giữ bến xe lửa nơi Thomas Edison từng bán bánh kẹo. Bến xe lửa này đã được đổi tên một cách rất thích hợp thành Bảo tàng nhà ga Thomas Edison. Thị trấn có nhiều mốc lịch sử của Edison gồm mộ cha mẹ Edison.
- Hải quân Hoa Kỳ đặt tên chiếc USS Edison (DD-439), một Gleaves-class tàu khu trục, để vinh danh ông năm 1940. Chiếc tàu này đã được giải giới vài tháng sau khi kết thúc Chiến tranh thế giới thứ hai. Năm 1962, hải quân đặt hàng chiếc tàu USS Thomas A. Edison (SSBN-610), một tàu ngầm năng lượng nguyên tử mang tên lửa đạn đạo. Nó được giải giới ngày 1 tháng 12 năm 1983, Thomas A. Edison đã bị tác động mạnh nhất từ Naval Vessel Register vào ngày 30 tháng 4 năm 1986. Nó thuộc Chương trình các tàu năng lượng nguyên tử và những tàu ngầm tái chế của hải quân ở Bremerton, Washington, bắt đầu vào 1 tháng 10 năm 1996. Khi nó kết thúc chương trình ngày 1 tháng 12 năm 1997, nó bị tháo dỡ thành những mảnh rời.
- Để ghi nhớ những cống hiến to lớn của các nhà phát minh dành cho đất nước và thế giới, Nghị viện, theo Nghị quyết số 140 của cả hai nghị viện (Luật công cộng 97 - 198), đã chỉ định ngày 11 tháng 2, là ngày kỷ niệm ngày sinh của Thomas Alva Edison, là Ngày các nhà phát minh quốc gia.
- Ở Hà Lan giải thưởng âm nhạc lớn được lấy theo tên ông.
- Trong serie Kamen Rider Ghost, Edison là một trong 15 linh hồn danh nhân hỗ trợ các Kamen Rider, trong đó Edison mang số hiệu 02.